# 15072 Ландолт
15072 Ландолт (15072 Landolt) — астероїд головного поясу, відкритий 25 січня 1999 року.
Тіссеранів параметр щодо Юпітера — 3,515.